# Wasa Wasa
Ne doit pas être confondu avec Wassa-wassa.
Albums de Edgar Broughton Band
'Sing Brother Sing
(1970)
Wasa Wasa est le premier album du groupe de rock psychédélique Edgar Broughton Band sorti en juillet 1969 et produit par Peter Jenner.

## Titres
1. Death of an Electric Citizen – 6:09
2. American Boy Soldier – 4:22
3. Why Can't Somebody Love Me? – 5:05
4. Neptune – 4:20
5. Evil – 2:36
6. Crying – 5:14
7. Love in the Rain – 3:46
8. Dawn Crept Away – 14:07

### Titres bonus de l'édition de2004
1. Messin' with the Kid – 2:50
2. Waterloo Man – 4:11
3. Jacqueline – 3:41
4. Tellin' Everybody – 2:28
5. Untitled Freak Out – 9:47

## Musiciens
- Edgar Broughton : chant, guitare
- Arthur Grant : basse, chant
- Steve Broughton : batterie
- Victor Unitt : guitare (titres bonus 1-4)